# Delatite River
Der Delatite River ist ein Fluss in der Mitte des australischen Bundesstaates Victoria.

## Verlauf
Der Fluss entspringt zwischen den Wintersportorten Mount Stirling und Mount Buller am Westrand des Alpine-Nationalparks. Von der Quelle aus führt sein Lauf nach Westen durch die Kleinstädte Mirimbah, Merrijig, Delatite und Piries. Bei Goughs Bay fließt er in den Lake Eildon, einen Stausee im Verlauf des Goulburn River. Nach rund 85 Kilometern mündet der Delatite River in den Goulburn River.

## Name
Der Fluss wurde nach Delotite, der Frau des Aborigines-Führers Beolite benannt, der dem Yowung-Illum-Baluk-Clan der Taungurung vorstand.